# 1430-talet

## Händelser
- 1434 - Engelbrekt Engelbrektsson leder uppror i Bergslagen och Dalarna.
- 1435
  - Arboga möte räknas som början för Sveriges riksdag. Engelbrekt väljs till svensk rikshövitsman.
  - Uppsala domkyrka invigs.

## Födda
- 1 januari 1431 – Alexander VI, påve.
- 1432 – Innocentius VIII, påve.
- 29 maj 1439 – Pius III, påve.

## Avlidna
- 1431 - Jeanne d'Arc, Jungfrun av Orléans, franskt nationalhelgon (avrättad).
- 1436 - Engelbrekt Engelbrektsson, mördad vid Göksholm söder om Hjälmaren.